# Diotima
Diotima — третий студийный альбом американской блэк-метал-группы Krallice, выпущенный 26 апреля 2011 года на Profound Lore Records.

## Отзывы критиков
| Оценки критиков     | Оценки критиков |
| Источник            | Оценка          |
| ------------------- | --------------- |
| AllMusic            | [ 3 ]           |
| Chronicles of Chaos | [ 4 ]           |
| Pitchfork           | [ 5 ]           |
| PopMatters          | [ 6 ]           |

Адриен Бегранд из PopMatters назвал альбом «еще одним экстраординарным произведением, которое снова поднимает пресловутую планку… это не просто эксперимент, это действительно запоминающаяся работа».
Фил Фримен из AllMusic пишет: «Они берут то, что им нравится в жанре, и усиливают его мощь, добавляя элементы прог-рока и минимализма, а затем растягивают песни до необычайной длины (иногда 12-15 минут), чтобы подтолкнуть слушателя к катарсической трансценденции. В своих лучших проявлениях они представляют собой ошеломляющую звуковую силу, и Diotima — их лучший альбом на сегодняшний день».

## Список композиций
| №                   | Название            | Длительность |
| ------------------- | ------------------- | ------------ |
| 1.                  | «–»                 | 2:07         |
| 2.                  | «Inhume»            | 6:51         |
| 3.                  | «The Clearing»      | 12:11        |
| 4.                  | «Diotima»           | 12:27        |
| 5.                  | «Litany of Regrets» | 13:40        |
| 6.                  | «Telluric Rings»    | 12:09        |
| 7.                  | «Dust and Light»    | 9:33         |
| Общая длительность: | Общая длительность: | 68:58        |

## Участники записи
- Мик Барр — гитара, вокал
- Колин Марстон — гитара
- Лев Вайнштейн — ударные
- Николас МакМастер — бас-гитара, вокал